# Mincemeat

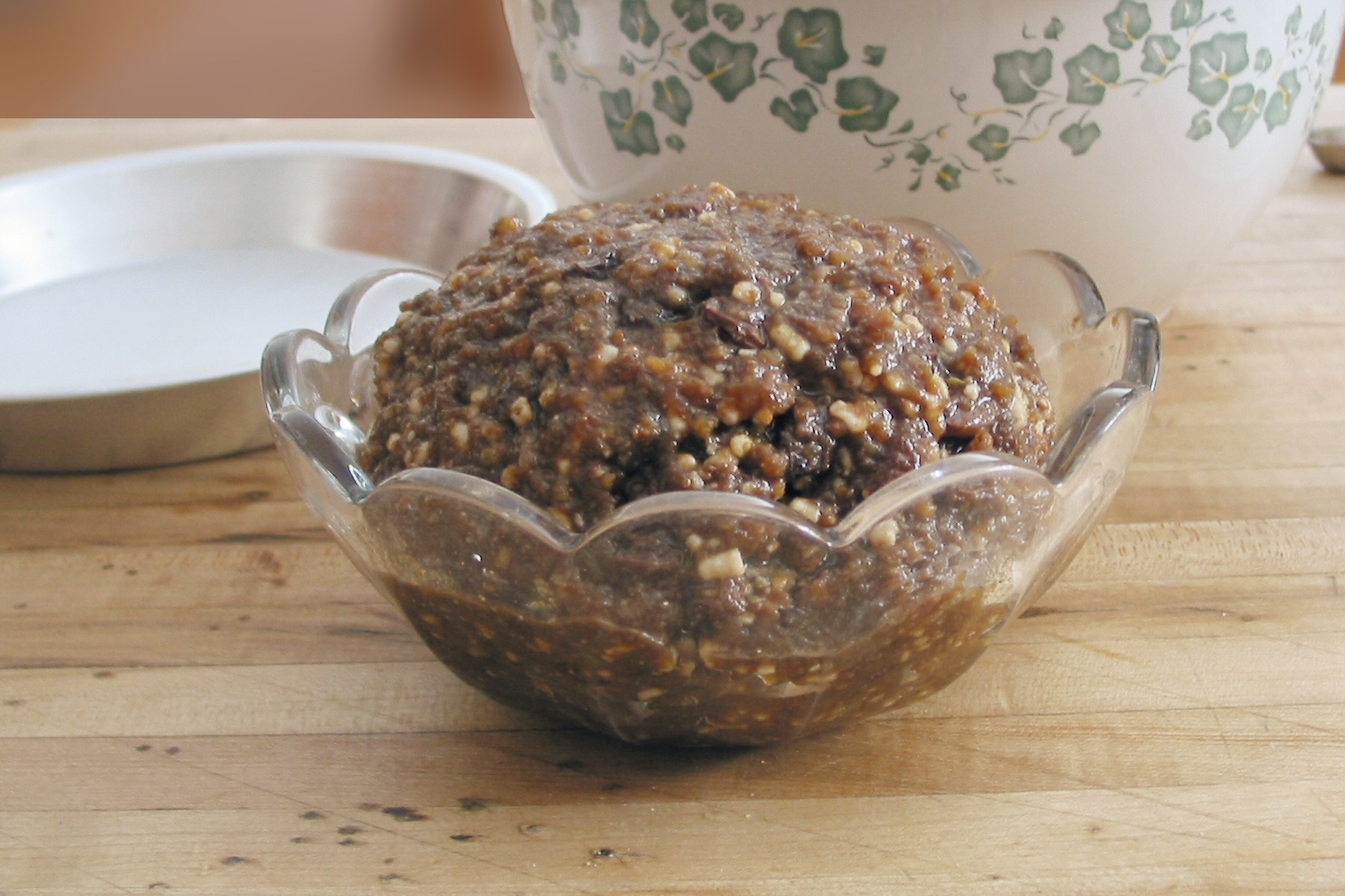
Mincemeat domowej roboty

Mincemeat – w kuchni angielskiej mieszanka bakalii: skórki pomarańczowej, rodzynek, skórki cytrynowej, orzechów, suszonych owoców, zwykle konserwowanych w brandy, czasami z dodatkiem łoju wołowego, wołowiny lub dziczyzny.
Nie należy mylić z mięsem mielonym, które w języku angielskim nosi nazwę ground meat, czy siekanym – minced meat.

## Zastosowanie
Nadzienia ciast i ciastek, babeczek, przyprawa do mięs, również do bezpośredniego spożycia.

## Historia
W przeszłości w Anglii często konserwowano mięso przy pomocy owoców zawierających pektyny, których działanie przeciwgnilne było znane. Mincemeat we współczesnym kształcie wyewoluował z jednej z takich popularnych mieszanin, których głównym składnikiem w przeszłości była wołowina. Stąd wzięła się również intrygująca nazwa tej potrawy.